# High Speed 2

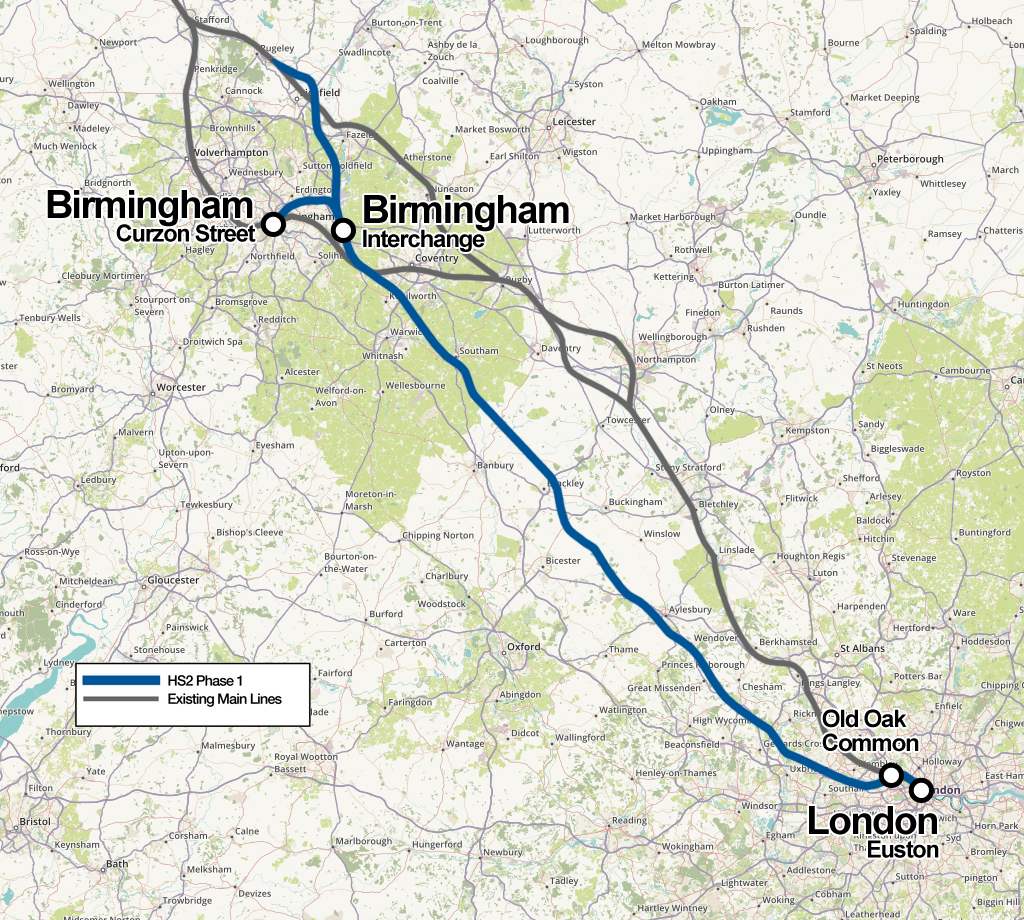
Phase 1 du HS2: Londres à Birmingham

High Speed 2 (HS2) est un projet de ligne ferroviaire à grande vitesse actuellement en construction au Royaume-Uni et devant relier Londres à Birmingham à l'horizon 2029-2033. 
Deuxième ligne de ce type construite au Royaume-Uni après High Speed 1 (HS1), reliant Londres au tunnel sous la Manche et achevée en 2007, HS2 implique la construction d'une ligne nouvelle au gabarit européen reliant Londres - Euston à Birmingham - Curzon Street et Handsacre (Staffordshire), d'où un raccordement avec la ligne classique permettra aux trains de continuer leur parcours vers les Midlands, le nord de l'Angleterre et l'Écosse. Les travaux ont débuté en 2019 sous la maîtrise d'ouvrage de High Speed Two Ltd., une société détenue par le gouvernement britannique.  
En principe, le projet de train à grande vitesse est soutenu par les deux grands partis politiques du Royaume-Uni que sont les Conservateurs et les Travaillistes (tandis que Reform UK et le Parti vert s'y opposent). Cependant, la questions des villes desservies, l'impact environnemental ainsi que le coût du projet restent une source de controverse majeure dans l'opinion.
Le projet initial, présenté en 2009, prévoyait à terme de doter l'Angleterre d'un véritable réseau à grande vitesse avec deux branches se dirigeant d'une part vers Liverpool et Manchester (phase 2) et d'autre part vers Sheffield et Leeds (phase 3). Le projet est revu à la baisse par le gouvernement britannique en novembre 2021 : la phase 3, de Birmingham à Leeds, est abandonnée en raison de la multiplication des retards et des surcoûts. Ces derniers, estimés au départ à 36 milliards de livres sterling, ont grimpé à 106 milliards, tandis que la ligne ne devait plus être achevée avant les années 2040. En 2023, le gouvernement officialise finalement l'abandon de la phase 2 du projet entre Birmingham et Manchester .

## Contexte
Le train à grande vitesse s'étend à travers l'Union européenne depuis les années 1980, avec des investissements importants par plusieurs pays membres, notamment la France, l'Allemagne, l'Italie et l'Espagne, dans des lignes permettant des vitesses supérieures à 270 km/h. En 2009, 5 600 km de lignes à grande vitesse étaient en service, 3 480 km étaient en construction et 8 500 km étaient en projet.
L'ouverture en 2007 de la High Speed 1 entre Londres et le tunnel sous la Manche marqua la véritable arrivée du train à grande vitesse au Royaume-Uni. Or, la plus grande partie du réseau ferroviaire britannique date de l'ère victorienne et ne permet donc pas de franchir les 200 km/h. En 2009, le gouvernement britannique avança le projet d'une seconde LGV pour faire face à la surcharge de la West Coast Main Line. Celle-ci est en effet l'épine dorsale ferroviaire reliant les quatre plus grandes villes du pays, en plus des dessertes locales et du fret.
On prévoit qu'elle atteindra sa pleine capacité en 2025. Un rapport du ministre des Transports paru en janvier 2009 décrit une augmentation de 50 % des passagers et 40 % du fret ferroviaire au cours de la décennie précédente et releva un grand nombre de problèmes d'infrastructure. Il proposa la construction de nouvelles LGV comme solution et conclut qu'une ligne entre Londres et les Midlands serait le tronçon initial le plus justifié.

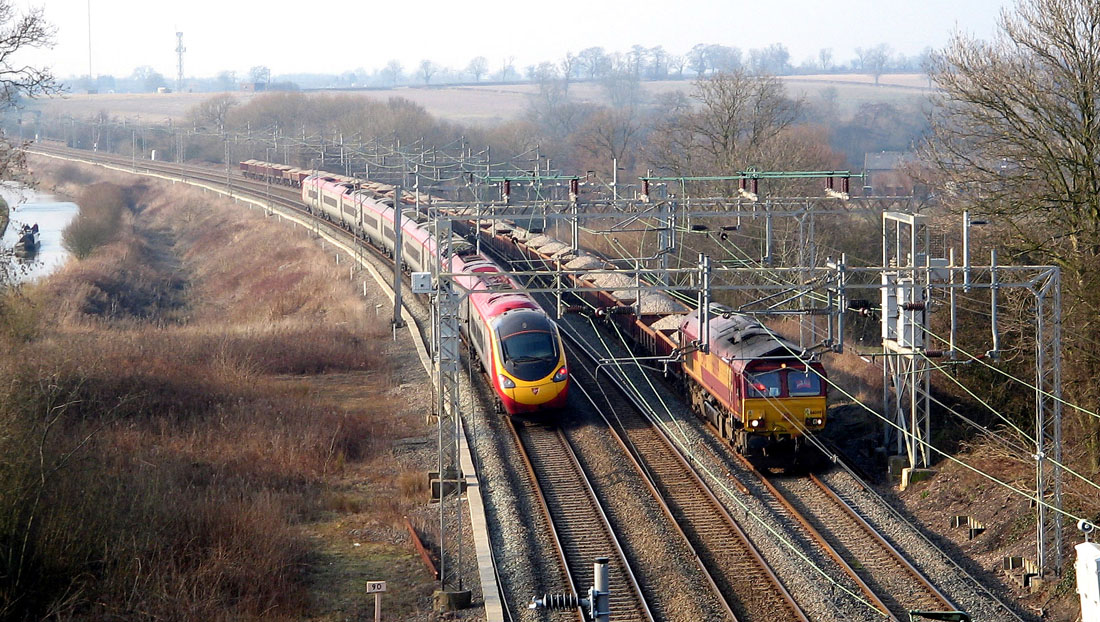
La ligne actuelle entre la capitale et Birmingham, surchargée, est utilisée à la fois par des lignes de fret, par des trains de grandes lignes et par des omnibus locaux.

Le 20 juin 2014, lors de la visite du premier ministre chinois Li Keqiang au Royaume-Uni, un accord de principe a été signé sur la participation de la Chine au projet HS2, en particulier par l’intégration de la China Development Bank (CDB) au financement du projet. La CDB, spécialisée dans le financement des infrastructures nationales, a une grande expérience du financement de la grande vitesse ferroviaire, en particulier dans le réseau national chinois ; plus de 7 % de ses énormes encours de crédit sont engagés dans le secteur ferroviaire. China CNR et CSR, les deux grands constructeurs chinois de rames à grande vitesse, pouvaient trouver là l'occasion d'emporter leur premier contrat à l'exportation.

## Controverse (déboisement)
Au parc régional de Colne Valley, à l'ouest de Londres, un camp de protestation (ou  ZAD) matérialisé par des cabanes en bois suspendues, voit le jour pour protéger la forêt de ce projet ferroviaire financièrement décrié (116 milliards d’euros) et donc du bétonnage qui, selon les opposants, menace le patrimoine naturel.

## Constructeurs
Trois groupements de sociétés ont été retenus pour construire la ligne :
- Vinci avec Balfour Beatty, va construire 85 kilomètres de ligne pour 2,5 milliards de livres, soit 2,85 milliards d'euros ;
- VolkerFitzpatrick avec Bouygues s'est vu attribuer un lot de 965 millions de livres (ou 1,1 milliard d'euros) pour des tunnels et des viaducs ;
- Eiffage, avec Carillion et Kier, doit réaliser un tunnel et 80 kilomètres de voies pour 1,4 milliard de livres (ou 1,6 milliard d'euros).

Selon le gouvernement la société HS2 Ltd consulte aussi la société d’État China Railway Construction (CRCC) pour réduire les coûts.
Le 9 décembre 2021, le groupement franco-japonais Alstom/Hitachi a remporté un contrat à 1,97 milliard de livres pour fournir 54 TGV Zefiro (ex-Bombardier/Hitachi) à la LGV HS2 qui sera mise en service entre 2029 et 2033.